# Бюрги (лунный кратер)
Кратер Бюрги (лат. Byrgius), не путать с кратером Бюрг (лат. Bürg), — крупный ударный кратер находящийся в западной части видимой стороны Луны. Название присвоено в честь швейцарского часовщика, изготовителя астрономических инструментов, математика Йоста Бюрги (1552—1632) и утверждено Международным астрономическим союзом в 1935 г. Образование кратера относится к нектарскому периоду.

## Описание кратера
Ближайшими соседями кратера являются кратеры Ламарк и Дарвин на северо-западе; кратер Де Вико на северо-востоке и кратер Анри (братья) на востоке. На севере от кратера находятся борозды Дарвина и борозды Сирсалиса, на северо-западе к кратеру примыкает протяжённая горная цепь. Селенографические координаты центра кратера 24°44′ ю. ш. 65°23′ з. д. / 24,73° ю. ш. 65,38° з. д., диаметр 84,5 км, глубина 2,13 км.
За время своего существования кратер подвергся значительному разрушению. Восточную часть вала перекрывает сателлитный кратер Бюрги А (см. ниже), северо-западную часть вала перекрывает сателлитный кратер Бюрги D. В северной и южной частях вала имеются широкие проходы. Высота вала над окружающей местностью 1400 м, объём кратера составляет приблизительно 7200 км³. Дно чаши кратера сравнительно ровное, отмечено небольшим числом мелких кратеров.

## Сателлитные кратеры
| Бюрги | Координаты                                            | Диаметр, км |
| ----- | ----------------------------------------------------- | ----------- |
| A     | 24°33′ ю. ш. 63°49′ з. д. / 24,55° ю. ш. 63,81° з. д. | 18,4        |
| B     | 23°53′ ю. ш. 60°58′ з. д. / 23,88° ю. ш. 60,96° з. д. | 23,0        |
| D     | 24°05′ ю. ш. 67°17′ з. д. / 24,08° ю. ш. 67,28° з. д. | 27,1        |
| E     | 23°29′ ю. ш. 66°22′ з. д. / 23,49° ю. ш. 66,36° з. д. | 17,2        |
| H     | 23°46′ ю. ш. 62°36′ з. д. / 23,76° ю. ш. 62,6° з. д.  | 21,3        |
| K     | 23°01′ ю. ш. 61°56′ з. д. / 23,01° ю. ш. 61,94° з. д. | 15,0        |
| N     | 22°23′ ю. ш. 63°10′ з. д. / 22,39° ю. ш. 63,16° з. д. | 22,9        |
| P     | 22°32′ ю. ш. 64°14′ з. д. / 22,53° ю. ш. 64,23° з. д. | 18,7        |
| R     | 26°30′ ю. ш. 60°51′ з. д. / 26,5° ю. ш. 60,85° з. д.  | 7,2         |
| S     | 26°04′ ю. ш. 61°46′ з. д. / 26,06° ю. ш. 61,77° з. д. | 45,9        |
| T     | 25°04′ ю. ш. 61°36′ з. д. / 25,06° ю. ш. 61,6° з. д.  | 4,7         |
| U     | 25°50′ ю. ш. 67°22′ з. д. / 25,84° ю. ш. 67,36° з. д. | 10,4        |
| V     | 26°04′ ю. ш. 67°54′ з. д. / 26,07° ю. ш. 67,9° з. д.  | 8,7         |
| W     | 26°07′ ю. ш. 68°38′ з. д. / 26,12° ю. ш. 68,64° з. д. | 13,6        |
| X     | 25°44′ ю. ш. 65°33′ з. д. / 25,74° ю. ш. 65,55° з. д. | 5,9         |

- Сателлитный кратер Бюрги A включён в список кратеров с яркой системой лучей Ассоциации лунной и планетарной астрономии (ALPO)[5]. Система лучей простирается более чем на 400 км, доходя на востоке до кратеров Кавендиш и Мерсенн.

- Сателлитный кратер Бюрги A имеет центральный пик состоящий более чем на 98% из анортозита[6].

- Сателлитный кратер Бюрги B включён в список кратеров с тёмными радиальными полосами на внутреннем склоне Ассоциации лунной и планетарной астрономии (ALPO)[7].